# Bryum brachymenioides
Bryum brachymenioides là một loài Rêu trong họ Bryaceae. Loài này được (Dixon & P. de la Varde) Ochi mô tả khoa học đầu tiên năm 1972.